# Apozomus volschenki
Apozomus volschenki är en spindeldjursart som beskrevs av Harvey 200. Apozomus volschenki ingår i släktet Apozomus och familjen Hubbardiidae. Inga underarter finns listade i Catalogue of Life.